# Евреи в Новой Зеландии
Евреи в Новой Зеландии являются этническим меньшинством.

## История
Еврейские торговцы были среди китобоев, миссионеров и других европейцев, которые исследовали Новую Зеландию в первые десятилетия XIX века. Джоэл Самуэль Полак, самый известный и самый влиятельный из них, прибыл в Новую Зеландию в 1831 году. Полак открыл магазин в Корорареке в заливе Бей-оф-Айлендс и почитался местными племенами маори. В 1838 году в Палате лордов, Полак сделал доклад «О состоянии островов Новой Зеландии». В докладе он указал, что неорганизованная европейская колонизация уничтожит культуру маори. После подписания Договора Вайтанги в 1840 году, еврейская семья Голдсмит выступила соучредителем Новозеландской компании. В начале 1843 года Авраам Хорт Старший прибыл в Веллингтон, где с одобрения главного раввина Лондона, организовал и продвигал еврейскую общину. Первая религиозная служба была проведена 7 января 1843 года. В 60-х годах XIX века, в связи с открытием месторождения золота, началась массовая миграция евреев в Новую Зеландию. К этому периоду относится открытие нескольких синагог. В 1873—1875 и в 1876 годах пост премьера Новой Зеландии занимал еврей Джулиус Фогель.
В 1881 году были введены законы ограничивавшие миграцию в Новую Зеландию представителей любых наций кроме англичан, шотландцев и ирландцев. В результате ранее введенных ограничений, немногие евреи получили убежище в Новой Зеландии до 1945 года. После 1945 года данное ограничение было снято. В конце XX — начале XXI века происходила миграция из Южной Африки, Израиля и бывшего Советского Союза.

## Современное положение
В 1848 году в Новой Зеландии проживало 16 000 человек, из которых было по меньшей мере 61 евреев, 28 в Веллингтоне и 33 в Окленде. Данные переписи 2013 года говорят, что из 4,5 миллиона человек населения Новой Зеландии 6 867 человек идентифицируют себя как евреи.В 2012 году книга под названием «Еврейские жизни в Новой Зеландии» утверждала, что в Новой Зеландии насчитывалось более 20 000 евреев. В стране в данный момент работает семь синагог. 0,2 % населения Новой Зеландии исповедует иудаизм.